# David Schmoeller
David Schmoeller (* 8. Dezember 1947 in Louisville, Kentucky) ist ein US-amerikanischer Filmregisseur und Drehbuchautor.

## Leben
Von 1969 bis 1974 studierte Schmoeller an der University of Texas at Austin.
Sein Debüt als Regisseur gab er 1976 mit dem Kurzfilm The Spider Will Kill You. Drei Jahre später inszenierte er mit Tourist Trap – Die Touristenfalle seinen ersten Spielfilm, der sein Debüt als Drehbuchautor bedeutete. 1989 drehte er mit Puppet Master seinen wohl bekanntesten Film, der bis heute mehr als zwölf Fortsetzungen nach sich zog.

## Filmografie (Auswahl)

### Als Regisseur
- 1979: Tourist Trap – Die Touristenfalle (Tourist Trap)
- 1980: Tele-Terror (The Seduction)
- 1986: Killerhaus – Horror der grausamsten Art (Crawlspace)
- 1989: Puppet Master
- 1991: Alienator 2 (The Arrival)
- 1991: Netherworld
- 1999: Ein Held auf Rollerblades (Search for the Jewel of Polaris: Mysterious Museum)

### Als Drehbuchautor
- 1979: Tourist Trap – Die Touristenfalle
- 1986: Killerhaus – Horror der grausamsten Art
- 1987: Ghost Town